# Den vita tigern
Den vita tigern är den indiske författaren Aravind Adigas debutroman. Den publicerades 2008 och vann Bookerpriset samma år. 2009 släpptes den på svenska i en översättning av Eva Mazetti-Nissen.
En filmatisering av boken har gjorts och den kommer ha premiär 2021.
Boken visar två helt olika sidor av Indien och handlar om kontrasten mellan Indiens växande status som en modern, global ekonomi och huvudpersonen Balram som kommer från landsbygdens extrema fattigdom. Boken handlar också om korruption, lojaliteten mot familjen i kontrast till självständighet, religiösa spänningar mellan hinduer och muslimer, erfarenheten av att återvända till Indien efter att ha bott i Amerika, och spänningarna mellan Indien och Kina som supermakter.

## Handling
Boken är skriven som en serie brev skrivna av Balram Halwai till Kinas premiärminister Wen Jiabao, på kvällen före hans besök till Indien. I breven berättar Balram om sin resa från uppväxten i Indiens fattiga landsbygd till sitt nuvarande liv som entreprenör i Bangalore, men också om sin syn på Indiens kastsystem och politiska korruption.
Protagonisten Balram bor i Laxmangarh, en fiktiv by i den indiska delstaten Bihar (det finns en by med namnet Laxmangarh i delstaten Rajasthan, men det är inte denna som åsyftas i boken). Hans far jobbar som rickshaw-dragare, och familjen är för fattig för att Balram ska kunna gå i skolan. Istället måste han arbeta i en teaffär och bryta kol och torka bord. Genom dessa erfarenheter lär han sig mycket om världen och konstaterar senare att Indiens gator gav honom all utbildning han behövde.
Balram anses vara den smartaste pojken i byn, och får därför smeknamnet Den vita tigern.
Efter att ha lärt sig köra bil får Balram sitt genombrott när ett rikt par anställer honom som chaufför. Det är då han för första gången får se staden Delhi. För Balram är staden en uppenbarelse. När han kör omkring paret mellan stadens köpcentum får han se en ny värld med telefonbolag, kackerlackor och trafikstockningar. Han blir mer och mer medveten om de möjligheter och rikedomar han aldrig kommer att få ta del av, och han får lära sig en ny moral. Samtidigt som han vill vara lojal mot både sin familj och sina mästare vill han ta del av den nya glamourösa världen och bli någonting större, och rikare. Han inser att det enda sättet för honom att lyckas är att mörda sin mästares son, Ashok, som nyss kommit hem från Amerika. Ashoks inblandning i korruption leder dock till hans död och Balrams chans att bli företagare och en del i det nya, teknologiska Indien.